# 批判地理學
批判地理學（critical geography），又稱為激進地理學（radical geography），是一種以法蘭克福學派的批判理論取徑作為研究和分析的一種地理學次領域。

## 發展脈絡
批判地理學的發展可以被視為地理思想史的四個轉捩點之一（另外三個為環境決定論、區域地理學、計量革命）。雖然後實證主義取徑對於地理學而言仍有重要性，但批判地理學興起後，批判計量革命將實證主義引進地理學領域。
這現象使人本主義地理學和行為地理學這兩個主要的思想流派短暫復出。行為地理學試圖抵抗計量地理學講求以數據來解釋人類行為的趨勢。在20世紀70年代短暫的興起，試圖更深入地了解人們是如何感知地方、選定位址、並試圖挑戰使用計量經濟學方法的社會的數學模型。但行為地理學缺乏健全的理論基礎，僅止於描述層面。
就在行為主義的方法不足的情況下，批判地理學在20世紀70至80年代興起。試圖從馬克思主義理論反擊規範性技術的實證主義的計量方法，发展出马克思主义地理学。
其中最成功的流派是人本主義地理學，最初為行為地理學的一部份，但反對以計量方法來詮釋人的行為與思想，故從行為地理分出。人文主義地理學借用許多人文學科及哲學的理論與技術，例如存在主義與現象學。
此外，人文主義地理學的產生使沉寂一段時間的文化地理學復興，並誕生了一些新的領域，例如女性主義地理學、後現代主義地理學、後結構主義地理學的出現。

## 延伸閱讀
- Critical Geographies: A Collection of Readings, Praxis (e)Press, Harald Bauder and Salvatore Engel-di Mauro (eds.) (http://www.praxis-epress.org/availablebooks/introcriticalgeog.html （页面存档备份，存于）)
- 大衛·哈維（1973）社會、正義與城市。Blackwell Publishers, ISBN 0-631-16476-6
- 對蹠點（Antipode）—一個基進地理的期刊
- ACME—批判地理學的國際電子期刊 (http://www.acme-journal.org （页面存档备份，存于）)
- Justice spatiale/Spatial Justice—2009年創建，一個以空間正義為核心的期刊 (http://jssj.org/ （页面存档备份，存于）)